# كوينسي باتلر
كوينسي باتلر (بالإنجليزية: Quincy Butler)‏ هو لاعب كرة قدم أمريكية أمريكي، ولد في 25 نوفمبر 1981 في سان أنطونيو في الولايات المتحدة.

## وصلات خارجية
- كوينسي باتلر على موقع الاتحاد الدولي لألعاب القوى (الإنجليزية)
- كوينسي باتلر على موقع مرجع كرة القدم المحترفة.كوم (الإنجليزية)